# Крута Гора (Смолевицький район)
Крута Гора (біл. вёска Крута Гара) — село в складі Смолевицького району Мінської області, Білорусь. Село підпорядковане Жодинській сільській раді, розташоване в центральній частині області.